# Alp Arslan Khan
Alp Arslan Khan fou kan de Kassímov, successor d'Uraz Muhammad Khan l'agost de 1614 (del 1610 al 1614 el càrrec va estar vacant). Era fill d'Ali, fill de Kučüm Khan kan de Sibèria. Fou fet presoner sent un infant el 1598 en una lluita a les ribes de l'Ob, en què el kan de Sibèria fou derrotat.
El 1613 ja apareix al servei de Rússia prenent part a la guerra contra polonesos i lituans i es diu que tenia més entusiasme en saquejar que en lluitar. El 1614 fou nomenat kan. El 1616 era a Moscou quan hi era l'ambaixador anglès John Merrick i hi va haver certes diferències per una qüestió de preeminència. Era altre cop a Moscou el 1617 on altre cop va tenir un conflicte de rang amb l'ambaixador persa. Va tornar a Moscou el 1623. La data de la seva mort no està establerta amb seguretat però probablement fou avançat el 1626. El va succeir el seu fill Sayyid Burhan Khan.